# إبراهيم اللطيف
إبراهيم اللطيّف مخرج سينمائي تونسي أصيل مدينة القيروان. له العديد من الأفلام أبرزها فيلمه القصير فيزا الحاصل على التانيت الذهبي في أيام قرطاج السينمائية.

## أفلامه
- 2004, فيزا (التانيت الذهبي في أيام قرطاج السينمائية)
- 2011, هزّ يا وز[1]

## روابط خارجية
- إبراهيم اللطيف على موقع IMDb (الإنجليزية)
- إبراهيم اللطيف على موقع ألو سيني (الفرنسية)

- إبراهيم اللطيف في موقع Imdb